# Kanton Argenteuil-Ouest
Kanton Argenteuil-Ouest is een voormalig kanton van het Franse departement Val-d'Oise. Kanton Argenteuil-Ouest maakte deel uit van het arrondissement Argenteuil en telde 34.532 inwoners (1999).
Het werd opgeheven bij decreet van 17 februari 2014 met uitwerking in maart 2015

## Gemeenten
Het kanton Argenteuil-Ouest omvatte de volgende gemeente:
- Argenteuil (deels)